# 아카하촌
아카하촌(赤羽村)은 아이치현 니와군에 설치되었던 촌이다. 현재의 이치노미야시에 해당한다.